# Młodzieżowe mistrzostwa Polski w lekkoatletyce
Młodzieżowe mistrzostwa Polski w lekkoatletyce – zawody lekkoatletyczne rangi mistrzowskiej organizowane przez Polski Związek Lekkiej Atletyki. W imprezie biorą udział sportowcy do lat 23. Mistrzostwa odbywają się rokrocznie w okresie wakacyjnym.